# Baba martadagen
Baba martadagen är en högtid i Bulgarien och delar av Ungern. Den firas traditionellt 1 mars. Befolkningen bär Martenitsa, en form av dockor av tråd, tills de ser en stork eller ett träd med löv. Högtiden firar vårens ankomst. Även kort med texten - Chestita Baba Marta (Честита Баба Марта) förekommer. 
Baba Marta, är mormoder mars och hon är omskriven med folklig mytologi.